# Sally Berg

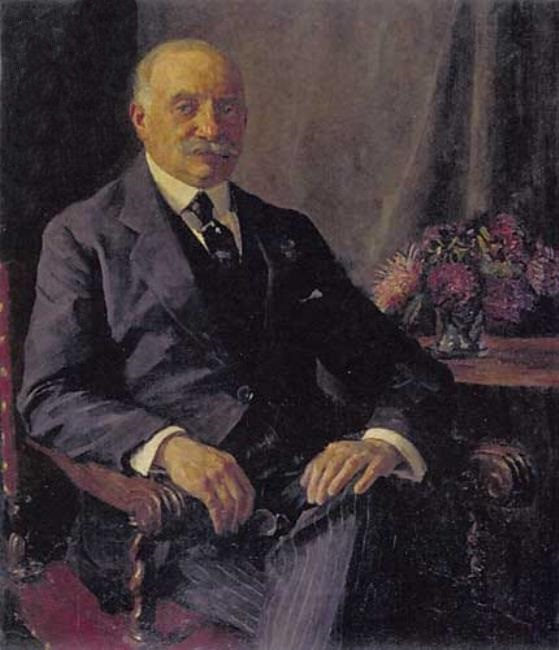
Sally Berg ca. 1922, Gemälde von Baruch de Laguna

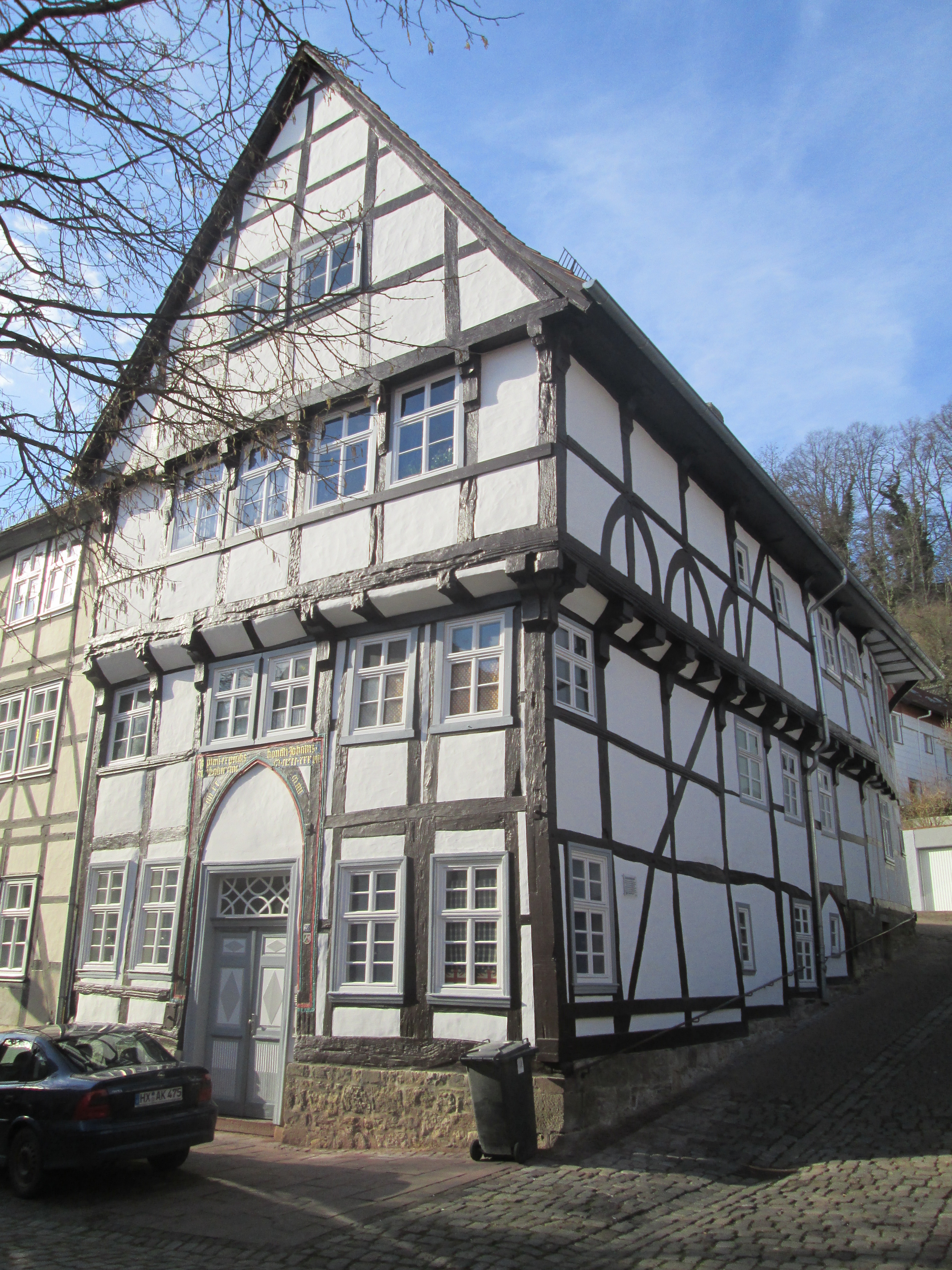
Das Geburtshaus von Sally Berg in der Joseph-Kohlschein-Straße 28 in Warburg (2011)

Albert Sally Berg (geb. 16. Januar 1857 in Warburg; gest. 16. Juni 1924 in Heemstede, Niederlande) war ein deutscher Kaufmann, Modedesigner und Mäzen.

## Leben
Albert Sally (eigentlich „Salomon“) Berg wuchs als fünfter Sohn des Kaufmanns Salmon Berg und dessen zweiter Frau Sophie Wittgenstein in der Warburger Joseph-Kohlschein-Straße 28 auf. Das Haus lag direkt neben der Synagoge der jüdischen Gemeinde Warburg, zu der die Familie gehörte. Als 16-Jähriger zog er 1873 nach Brüssel, um bei Léo Hirsch, der ebenfalls aus Westfalen stammte, in dessen Modefachgeschäft mit Schneiderei in der Rue Neuve eine Lehre als Schneider und Textilkaufmann zu absolvieren. Nach seiner Ausbildung wurde er mit der Materialbeschaffung und der Aufsicht über das Geschäft betraut. 1881 wurde Hirsch Hoflieferant der belgischen Königin Marie Henriette von Österreich.
1882 wurden Sally Berg und sein gleichaltriger Mitarbeiter Sylvain Kahn (1857–1929) Teilhaber und in die Niederlande zum Aufbau von Filialen geschickt. Unter der Firma „Hirsch & Cie“ entstanden neue Geschäfte u. a. am Leidseplein und an der Weteringschansin in Amsterdam. Berg und Kahn entwarfen ihre Kollektionen nach französischem Vorbild und betätigten sich auch als Maßschneider. Zu ihren wichtigsten Kunden gehörte auch hier das Königshaus, die niederländische Königin Emma von Waldeck und Pyrmont und deren Tochter Wilhelmina. Sally Berg ging regelmäßig zu ihnen, um die neuesten Kollektionen zu zeigen, und durfte auch den Titel Hoflieferant führen.
1885 heiratete Sylvain Kahn Sally Bergs jüngere Schwester Juliette Berg (1861–1935) und wurde so Bergs Schwager. Das Paar bekam drei Söhne und zwei Töchter. Die Großfamilie wohnte zunächst über dem Geschäft. 1897 erwarb sie in der vornehmen P.C. Hoofstraat am damals noch privaten Vondelpark das 1873 erbaute klassizistische Haus Nr. 183 und ließ es aufwändig durch den Architekten Gerrit van Arkel (1858–1918) umbauen. Zudem erfolgte eine Erweiterung durch ein Haus an der Van Eeghenlaan, in dem Sally Berg wohnte. Beide Häuser waren intern miteinander verbunden.

Das Gebäude des Hirsch-Kaufhauses am Leidseplein in Amsterdam (2012)

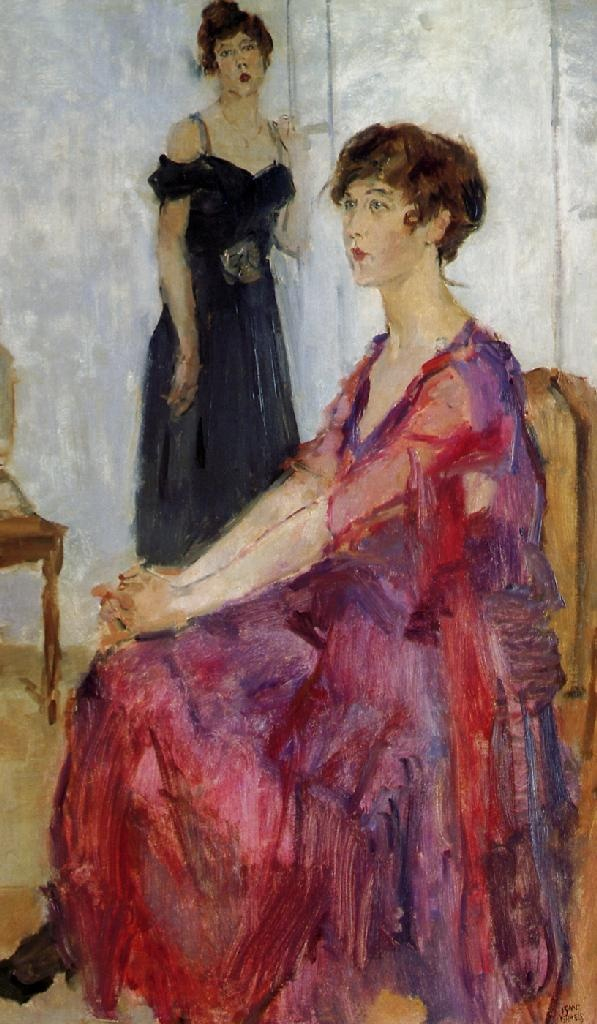
Die Models Ippy und Gerti im Kaufhaus Hirsch, Gemälde von Isaac Israëls (1916)

1895 kauften Berg & Kahn das renommierte Wiener Modehaus Drecoll. Der Name wurde behalten, die Entwürfe stammten jedoch von Berg und der dortigen Filialleiterin Marguerite von-Wagner-Besancon, die zuvor auch bei Hirsch & Cie in Amsterdam gearbeitet hatte. 1902 entstand unter der Firma „Drecoll“ ein weiteres Mode-Haus in Paris
Auch das Modegeschäft Hirsch & Cie in Amsterdam wurde weiter mit Entwürfen beliefert. Zur Eröffnung des neuen, noch heute bestehenden Kaufhausgebäudes Hirsch im November 1912, erbaut nach Plänen des Architekten Alphonsus Maria Leonardus Aloysius Jacot wurde dort die erste Modeschau in den Niederlanden veranstaltet.
1912 gründete Sally Berg mit Siegfried Berg, dem Niederländer M. Van Dyck und dem Russen Léon Fink die Kommanditgesellschaft Van Dyck, Berg & Fink, die mehrheitlich die noch bestehende Parfümfabrik d’Orsay in Neuilly-sur-Seine übernahm und zum weltweiten Erfolg führte.

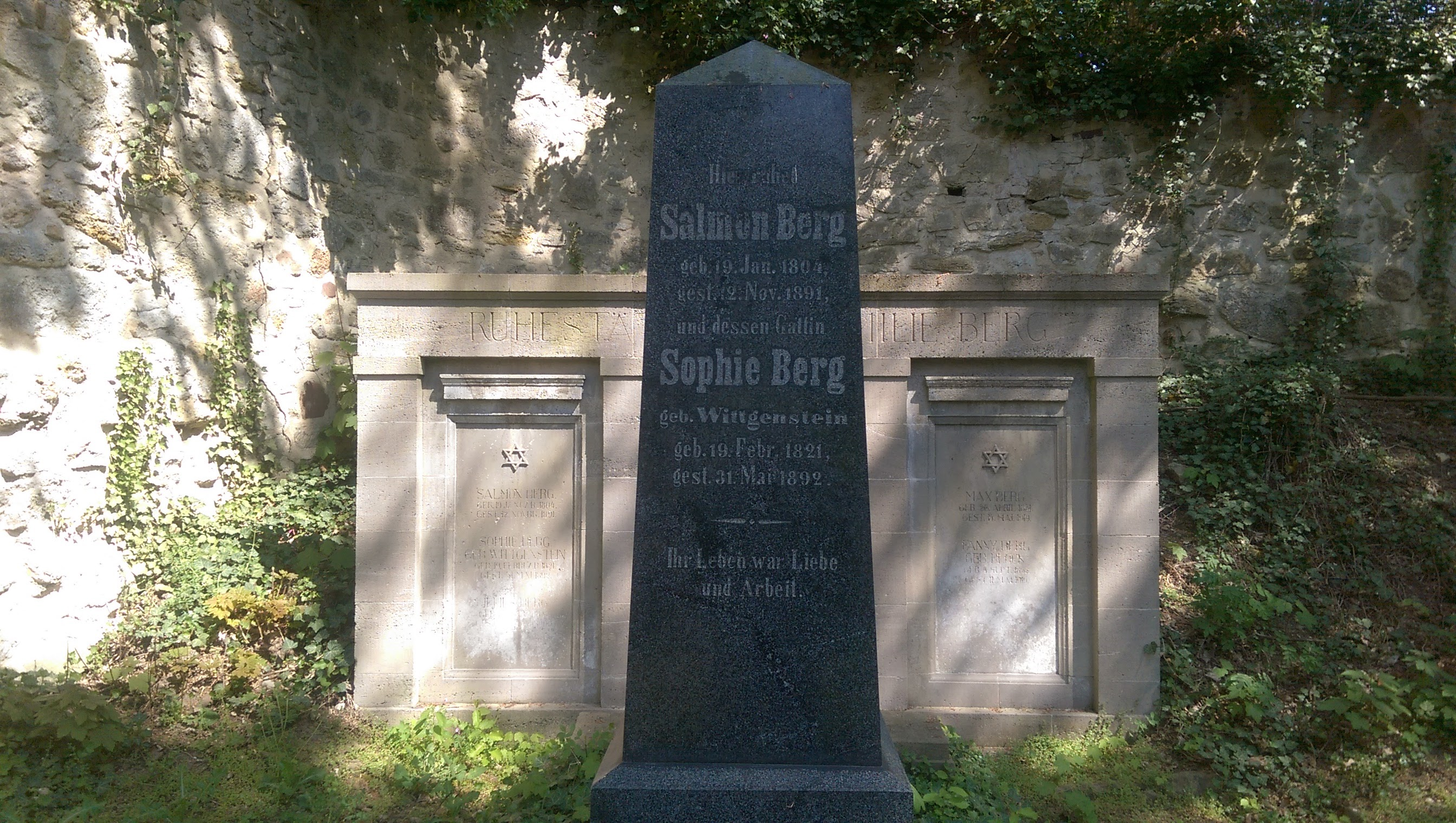
Grab der Familie Berg in Warburg

Berg blieb mit seinem Partner Kahn bis zu seinem Tode 1924 Direktor des Amsterdamer Modehauses. Die Urne mit seiner Asche wurde auf dem Familiengrab in Warburg bestattet. Er hinterließ ein beträchtliches Vermögen.

## Nachfolge
Nach Sally Bergs Tod wurde der älteste Sohn von Sylvain Kahn und Bergs Neffe, Bernard Arnold Kahn, Mitgeschäftsführer. Später kamen dessen Bruder Henri René Kahn und Robert Berg, ein weiterer Neffe Sally Bergs, hinzu. 1941 wurde Bernard Arnold von den Deutschen wegen „antideutscher Propaganda“ verhaftet, deportiert und starb am 29. Mai 1941 im Konzentrationslager Buchenwald. Henri René Kahn überlebte den Krieg und starb 1970.

## Soziales Engagement

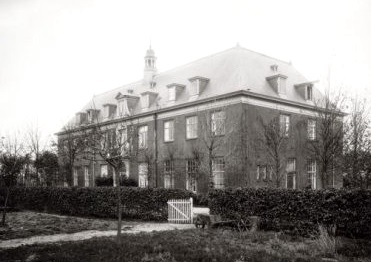
Das ehem. Waisenhaus der Berg-Stiftung in Laren (1918)

- 1909 gründete Sally Berg mit der „Berg-Stichting, Laren“ eine soziale Stiftung zugunsten jüdischer Waisenkinder. Nach Plänen des Architekten Gerrit van Arkel entstand am Rand der Stadt Laren, Hilversumseweg, ein staatliches, zweigeschossiges Gebäude mit großzügigen Freiflächen.[4] 1940 lebten in dem Waisenhaus 106 Jungen zwischen 4 und 21 Jahren. Zu Beginn des Jahres 1943 zogen die Stiftung und das Heim auf Anordnung der Besatzungsmacht in das jüdische Viertel in Amsterdam, Rapenburg 92 bis 96, um. Der nichtjüdische Direktor des Hauses, Jan Reitsema, und seine Frau Jantiene taten alles dafür, die Kinder und das Personal zu schützen. 70 Personen konnten in Verstecken oder durch gefälschte Papiere den Krieg überleben.[5][6] Die Familie Reitsema wurden hierfür vom Staat Israel als Gerechte unter den Völkern ausgezeichnet.[7] Das Gebäude in Laren wurde später abgebrochen.

- In seinem Testament bedachte Berg zudem die Stadt Warburg mit einer Stiftung von 30.000 Gulden: Aus den Zinsen sollte das Geld aufgeteilt werden für die jüdischen, katholischen und protestantischen Armen seiner Heimatstadt.[8]